# Prendi la chitarra e vai/Per quanto io ci provi
Prendi la chitarra e vai/Per quanto io ci provi è il primo singolo del gruppo musicale britannico The Motowns, pubblicato nel 1966.

## Descrizione
Il gruppo The Motowns - che era composto dal chitarrista Douglas Albert Meakin, da Dave Sumner, da Lally Stott, da Michael Brill e da Mike Logan - eseguì questi due brani nel film Soldati e capelloni (1967), diretto da Ettore Maria Fizzarotti e girato quasi interamente nella discoteca romana Piper Club. Il brano che ebbe più successo fu Prendi la chitarra e vai, per il messaggio chiaramente antimilitaristico. Il gruppo The Motowns fu chiamato nel 1967 alla RAI, per cantare questa canzone nel varietà E sottolineo yè, diretto da Vito Molinari e condotto da Gianni Morandi e da Caterina Caselli. La canzone del Lato A fu ripetuta nel 1967, nel 45 giri Prendi la chitarra e vai/Una come lei. La canzone originale del 1966 Prendi la chitarra e vai divenne anche il motivo del video, girato per le strade di Roma e utilizzato come sigla della trasmissione Rai1 Ciak... si canta!, in onda in prima serata, nel 2010, per la regia di Matteo Cinque.
Questo brano era una cover con testo in italiano del successo internazionale di David & Jonathan, dal titolo Lovers of the World Unite ("Innamorati di tutto il mondo unitevi"). Era una canzone di protesta, cantata da giovani che giravano il mondo con la chitarra, inneggiando alla la pace e alla libertà. Con la canzone Prendi la chitarra e vai The Motowns vinsero il girone C (riservato ai gruppi) del Cantagiro 1967.

### Tre le canzoni del 1966 contro la guerra del Vietnam
Altre due canzoni del 1966 sono contro la Guerra del Vietnam. Il brano cantato da Carmen Villani, Mille chitarre contro la guerra/Ti prego resta accanto a me, del cantautore Umberto Napolitano, fu lanciato al Festival delle rose.
C'era un ragazzo che come me amava i Beatles e i Rolling Stones, cantato da Gianni Morandi, è un brano di Mauro Lusini, su testo di Franco Migliacci e con arrangiamento di Ennio Morricone, uscito nel 1966, sempre al "Festival delle rose" e pubblicato nel 1967, quando rimase al primo posto in classifica per alcune settimane. La Guerra di Piero, canzone antimilitarista di Fabrizio De André è invece in un 45 giri del 1964: non è ispirata alla Guerra del Vietnam, bensì al ritorno dal campo di concentramento dello zio dell'artista.

## Tracce
1. Prendi la chitarra e vai (Greenaway-Cook, Sergio Bardotti)
2. Per quanto io ci provi (Carlo Arden, Carlo Nistri)